# Fly Me to the Moon (nummer)
Fly Me To The Moon, is een jazznummer geschreven in 1954 door Bart Howard als In Other Words. Het is vooral bekend in de versie uit 1964 gezongen door Frank Sinatra met het Count Basie Orchestra in een arrangement van Quincy Jones, maar ook Astrud Gilberto heeft het nummer op plaat gezet.

## Oorsprong
Dit nummer werd geschreven door Bart Howard in 1954, als In Other Words en werd geïntroduceerd op het cabaretcircuit door zangeres Felicia Saunders. Twee jaar later nam Kaye Ballard de eerste commerciële versie op van het lied. Later publiceerde Johnny Mathis zijn versie als Fly Me to the Moon.

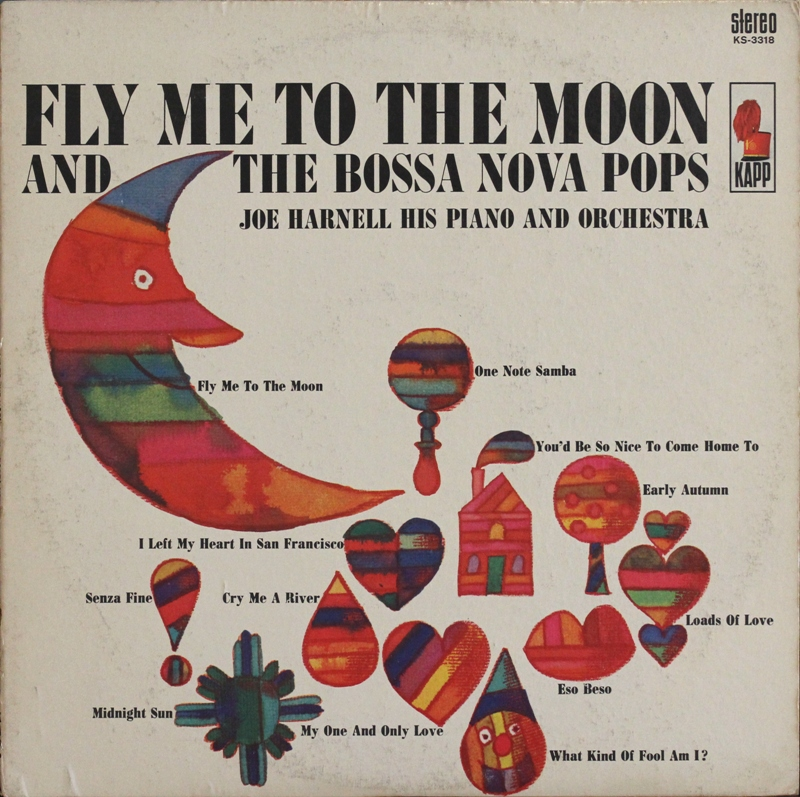
Het album Fly Me to the Moon Bossa Nova uit 1963 door Joe Harnell

In 1962 herschreef Joe Harnell het nummer, door het een bossanova-arrangement te geven. Zijn versie kreeg de 14e plek in de Verenigde Staten, en won hierdoor de Grammy voor het beste instrumentale pop nummer. Weer twee jaar later, in 1964, nam Frank Sinatra het nummer op met het Count Basie Orchestra begeleid door Quincy Jones. Ondanks dat het nooit een hit is geweest voor Frank Sinatra, wordt zijn versie door velen als het origineel gezien.

## Structuur
De 32 maat-compositie is in de vorm ABAB en heeft in het midden een "effectieve verandering van majeur naar mineur." Terwijl het origineel in 3/4-tijd werd gecomponeerd, zijn veel van de latere versies in 4/4-tijd opgenomen.

## Andere versies
Andere opmerkelijke versies van dit vaak opgenomen nummer waren versies van Nat King Cole, Tony Bennett, Connie Francis en Westlife. Connie Francis' Italiaanse versie opgenomen in 1962 als Portami con te was een internationale bestseller.

## Hitnoteringen

### NPO Radio 2 Top 2000
| Nummer met noteringen in de NPO Radio 2 Top 2000 | '99  | '00 | '01  | '02  | '03  | '04 | '05  | '06 | '07  | '08 | '09 | '10 | '11 | '12 | '13 | '14 | '15 | '16 | '17 | '18 | '19 | '20 | '21 | '22 | '23  | '24  |
| ------------------------------------------------ | ---- | --- | ---- | ---- | ---- | --- | ---- | --- | ---- | --- | --- | --- | --- | --- | --- | --- | --- | --- | --- | --- | --- | --- | --- | --- | ---- | ---- |
| Fly Me to the Moon                               | 1388 | -   | 1310 | 1401 | 1054 | 934 | 1092 | 871 | 1036 | 991 | 943 | 956 | 840 | 818 | 762 | 827 | 589 | 660 | 745 | 671 | 701 | 712 | 756 | 983 | 1076 | 1099 |

1. ↑  Een '-' betekent dat het nummer niet was genoteerd en een vetgedrukt getal geeft de hoogste notering aan.

## NASA

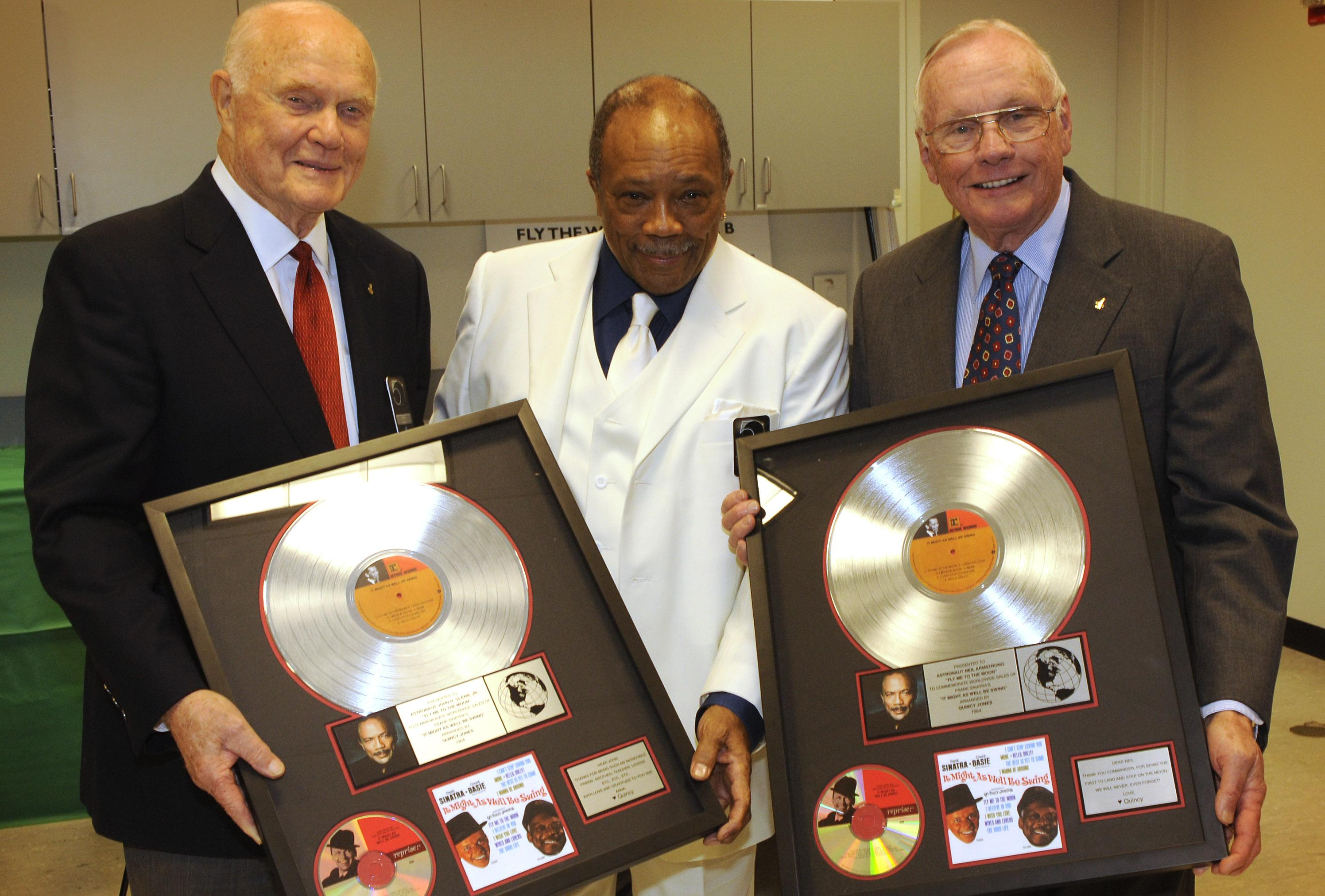
Quincy Jones presenteert de platinum plaat van Frank Sinatra's album aan senator John Glenn en Apollo 11 Commander Neil Armstrong

Frank Sinatra's opname van "Fly Me to the Moon" uit 1964 is nauw gerelateerd aan NASA's Apolloprogramma. Een kopie van het liedje werd gespeeld op de Apollo 10-missie die rond de maan ging.

## In populaire cultuur
- In de Japanse anime-serie Neon Genesis Evangelion werd voor elk van de 26 episodes een andere uitvoering gebruikt bij de aftiteling.
- Het consolespel Bayonetta gebruikt de versie van Brenda Lee uit 1963 bij de aftiteling alsook een Remix van Helena Noguerra in verschillende scènes van het spel.
- In de laatste scène van de film Space Cowboys wordt de versie van Frank Sinatra gespeeld.

- MusicBrainz work: 3431f95f-5b1b-3ba3-8ede-da3f8e61b3c4
- Virtual International Authority File: 177805984